# Manuel Valls
Manuel Carlos Valls, född 13 augusti 1962 i Barcelona (i Katalonien, Spanien) som Manuel Carlos Valls Galfetti, är en fransk politiker. Han har under större delen av sin karriär varit aktiv inom det franska socialistpartiet. 2001 valdes han in i nationalförsamlingen, 2012 blev han Frankrikes inrikesminister, och 2014–2016 dess premiärminister.

## Biografi
Valls föddes i Barcelona men växte upp i Frankrike. Han blev fransk medborgare 1982. Åren 1986–2002 var han ledamot av Île-de-Frances regionfullmäktige. År 2002 blev Valls ledamot av Nationalförsamlingen där han representerade socialistpartiet. Valls arbetade under de socialistiska premiärministrarna Michel Rocard 1988–1991 och Lionel Jospin 1997–2001. Från 2001 tjänstgjorde han som borgmästare i Évry, en förortskommun till Paris.
Valls var en av kandidaterna i den första valomgången i socialisternas primärval 2011. I den andra valomgången stödde han François Hollande och arbetade även som dennes kommunikations- och pressansvarige under presidentvalskampanjen.
Valls var mellan 2012 och 2014 inrikesminister i Jean-Marc Ayraults regering, under president Hollande. Mellan den 31 mars 2014 och den 6 december 2016 tjänstgjorde han som Frankrikes premiärminister under samme president.
Manuel Valls avgick i december 2016 för att kandidera i socialisternas primärval inför presidentvalet 2017, som vanns av Emmanuel Macron. Samma år (i samband med valet till nationalförsamlingen) lämnade han socialistpartiet för att istället stödja Macrons nya parti La République en marche.
Våren 2018 meddelande Valls att han funderar på att ställa upp som borgmästarkandidat i Barcelona inför 2019 års kommunalval. Valls, som fortfarande har kopplingar till sin födelsestad och talar flytande katalanska, har varit starkt kritisk till den katalanska självständighetsrörelsen. Han har synts i demonstrationer tillsammans med Ciudadanos partiledare Albert Rivera och har uttalat sig för att ställa upp som partiets kandidat i dessa val.